# Льюйсвілл (Айдахо)
Льюйсвілл (англ. Lewisville) — місто в окрузі Джефферсон, штат Айдахо, США. Є частиною агломерації Айдахо-Фоллс. Згідно з переписом 2010 року населення становило 458 осіб, що на 9 осіб менше, ніж 2000 року.

## Географія
Льюйсвілл розташований за координатами 43°41′43″ пн. ш. 112°0′48″ зх. д. / 43.69528° пн. ш. 112.01333° зх. д. (43.695262, -112.013472).  За даними Бюро перепису населення США в 2010 році місто мало площу 1,62 км², уся площа — суходіл.

## Демографія

### Перепис 2010 року
За даними перепису 2010 року, у місті проживало 458 осіб у 159 домогосподарствах у складі 129 родин. Густота населення становила 282,05 ос./км². Було 167 помешкань, середня густота яких становила 102,4/км². Пасовий склад міста: 89,74% білих, 11,35% Іспанців, 0,87% індіанців, 0,44% азіатів, 7,21% інших рас, а також 1,75% людей, які зараховують себе до двох або більше рас.
Із 129 домогосподарств 34,6% мали дітей віком до 18 років, які жили з батьками; 66,7% були подружжями, які жили разом; 9,4% мали господиню без чоловіка; 5% мали господаря без дружини. У середньому на домогосподарство припадало 2,88 мешканця, а середній розмір родини становив 3,19 особи.
Віковий склад населення: 28,6% віком до 18 років, 7,3% від 18 до 24, 23,1% від 25 до 44, 25,8% від 45 до 64 і 15,2% від 65 років і старші. Середній вік жителів — 34 роки. Статевий склад населення: 51,4 % — чоловіки і 48,6 % — жінки. 
Середній дохід на одне домашнє господарство  становив 55 048 доларів США (медіана — 41 667), а середній дохід на одну сім'ю — 57 335 доларів (медіана — 43 333). Медіана доходів становила 39 432 долари для чоловіків та 23 750 доларів для жінок. За межею бідності перебувало 12,6 % осіб, у тому числі 22,6 % дітей у віці до 18 років та 2,1 % осіб у віці 65 років та старших.
Цивільне працевлаштоване населення становило 264 особи. Основні галузі зайнятості: освіта, охорона здоров'я та соціальна допомога — 18,9 %, публічна адміністрація — 13,6 %, виробництво — 12,9 %.

### Перепис 2000 року
Станом на 2000 рік середній дохід домогосподарств у місті становив $55 481, родин — $56 442. Середній дохід чоловіків становив $30 476 проти $12 115 у жінок. Дохід на душу населення в місті був $16 306. Приблизно 1,60% родин і 7,11% населення перебували за межею бідності.